# Ptaki (powieść)
Ptaki (Fuglane) – powieść Tarjeia Vesaasa z 1957 roku. Jedna z najwybitniejszych pozycji tego autora, przełożona na wiele języków.
Sam Vesaas potwierdził kiedyś w jednym z wywiadów, że chciał postacią głównego bohatera naświetlić „sytuację artysty” oraz stworzyć swój autoportret, zachowując pewne ograniczenia.

## Treść
Główny bohater, Mattis, jest mężczyzną wrażliwym i lubiącym obcowanie z przyrodą. Otoczenie postrzega go jako chorego umysłowo, co powoduje, że jest przez wszystkich wyszydzany. Mieszka na odludziu wraz ze swoją siostrą, Hege. Pewnego dnia jego siostra zakochuje się z wzajemnością w obcym mężczyźnie, Jørgenie. Mattis czuje się coraz bardziej opuszczony przez siostrę i coraz bardziej samotny. Kiedy, pewnego razu, młody myśliwy zabija słonkę – ulubionego ptaka Mattisa, ten intuicyjnie wyczuwa czekającą go śmierć...

## Ekranizacje
Na książce oparty jest polski film pt. Żywot Mateusza z 1968 r., w reżyserii Witolda Leszczyńskiego.